# Гамбија (река)
Гамбија је западноафричка река. Укупна дужина јој је 1.130 km. Протиче кроз Гвинеју, Сенегал и Гамбију која је добила име по овој реци. Извире у гвинејској области Фута Џалон, а улива се у Атлантски океан код главног града Републике Гамбије Банџула.